# Leptospermum
Leptospermum är ett släkte av myrtenväxter. Leptospermum ingår i familjen myrtenväxter.

## Bildgalleri

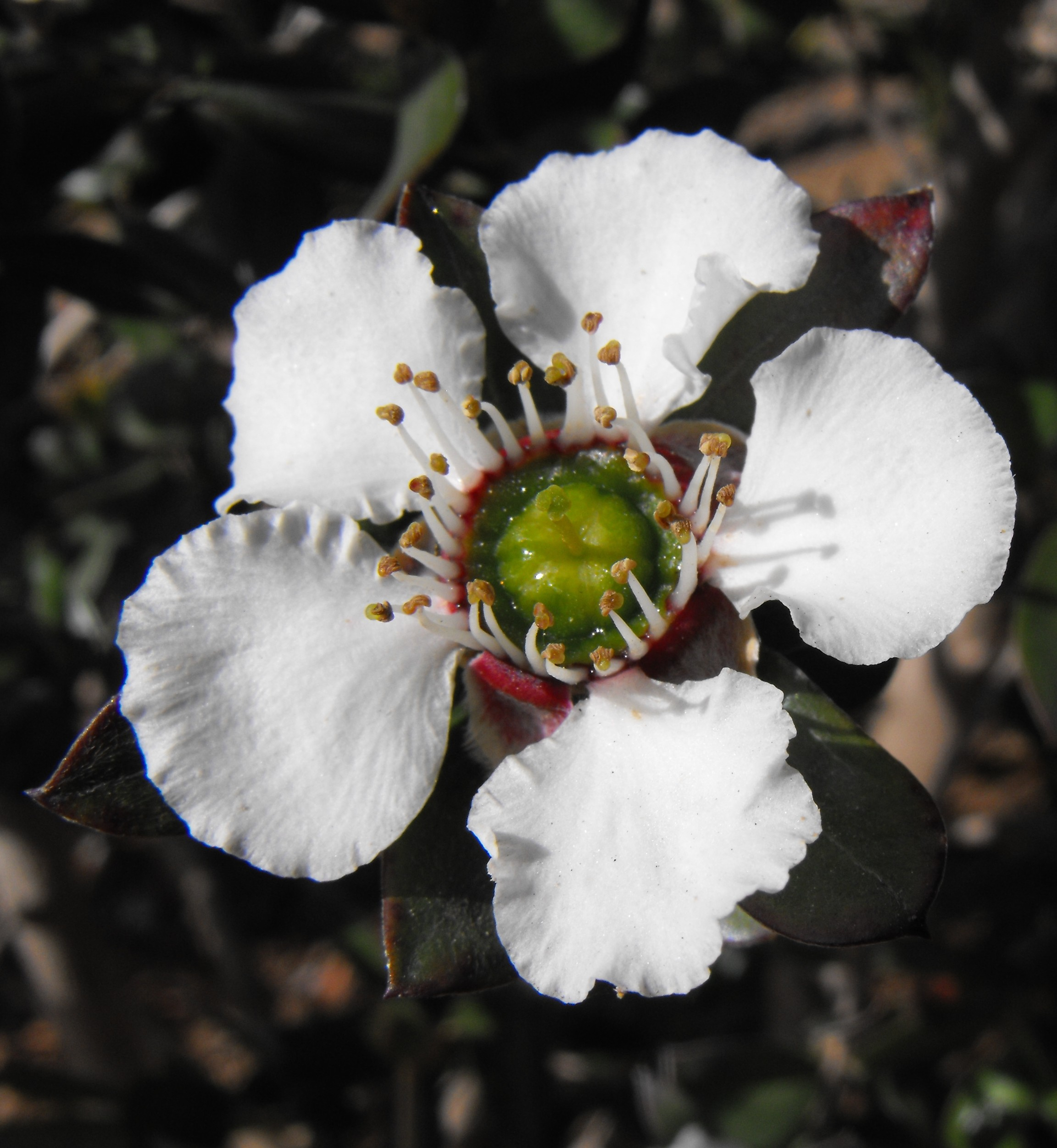
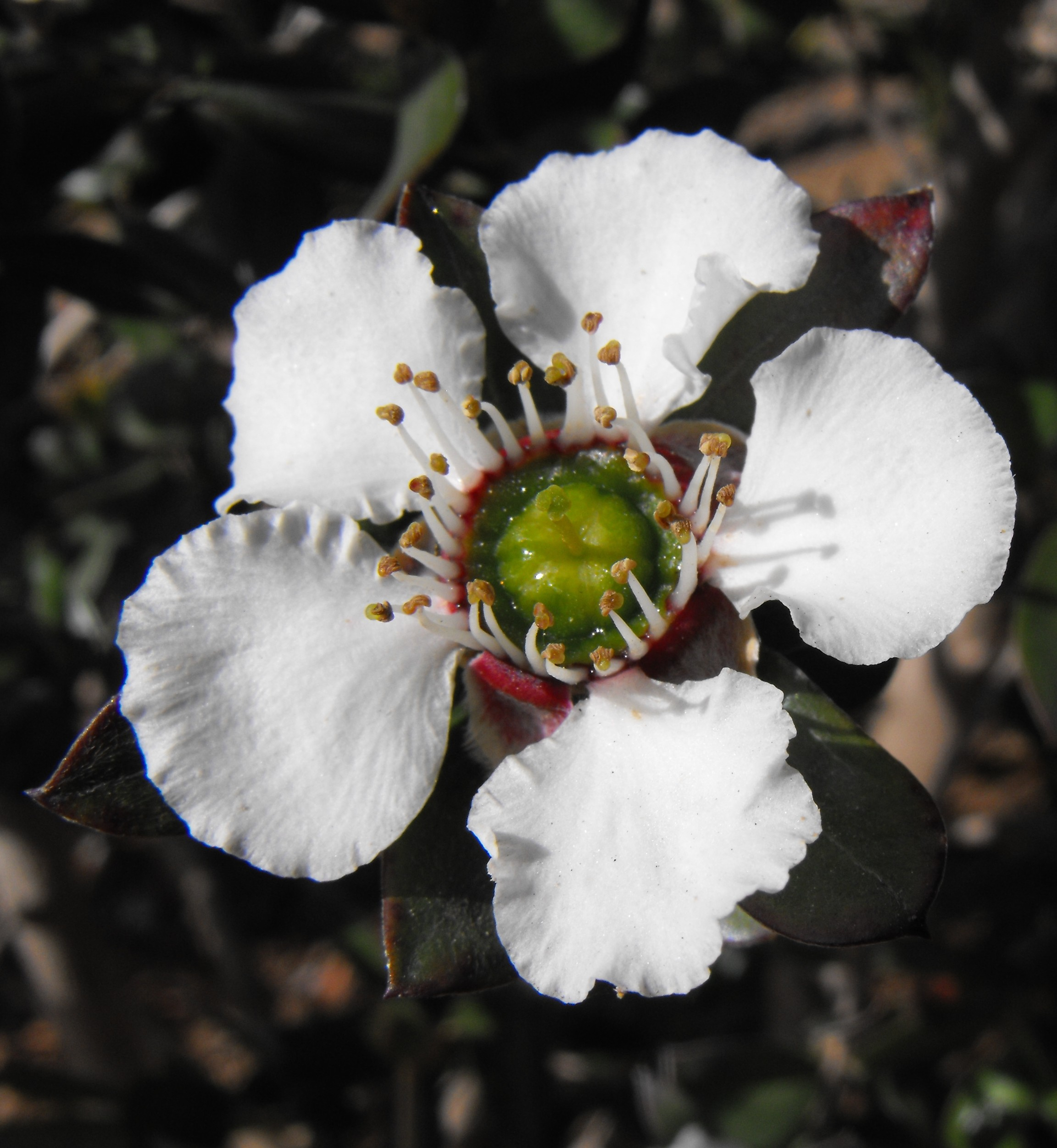
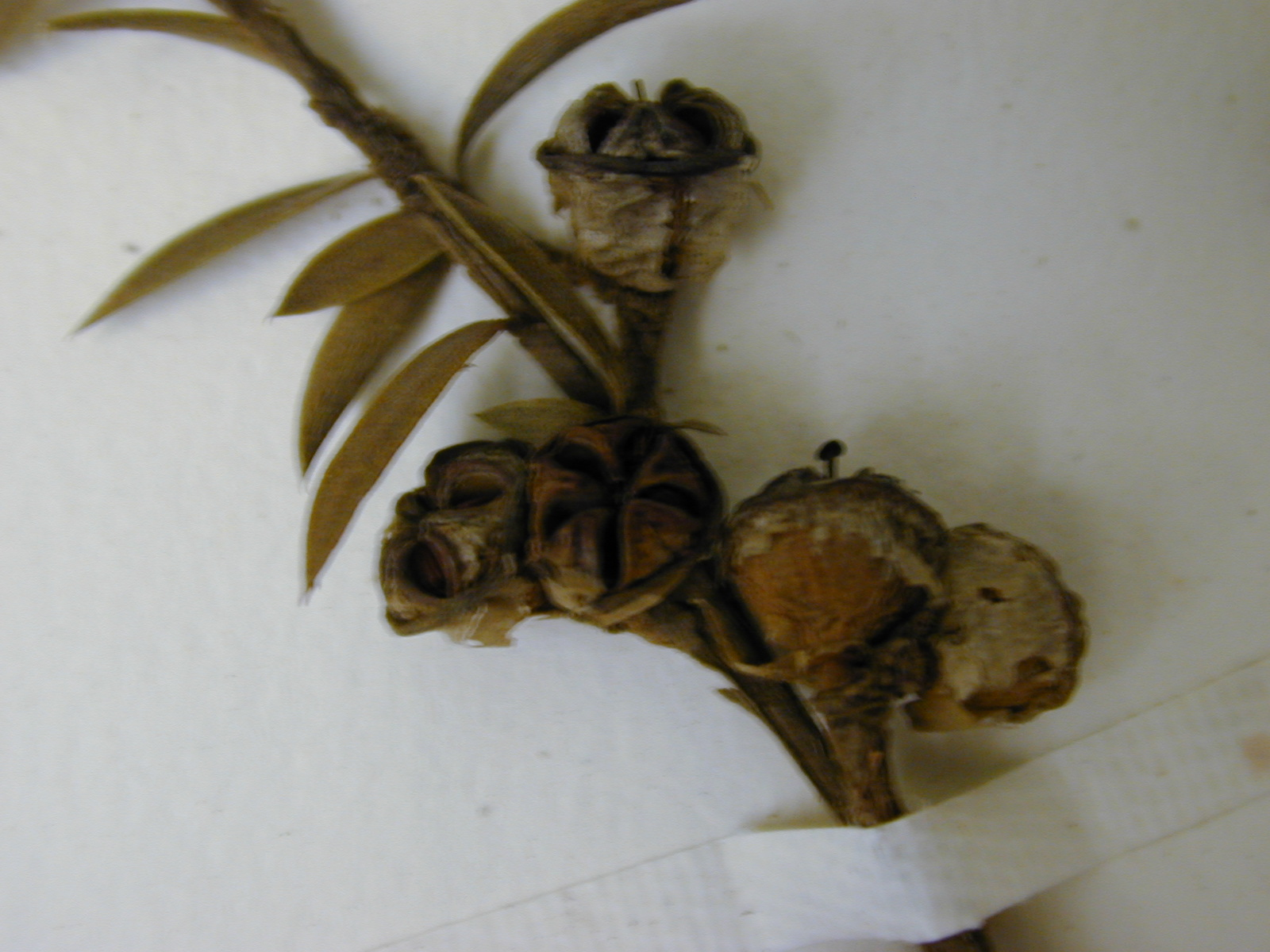
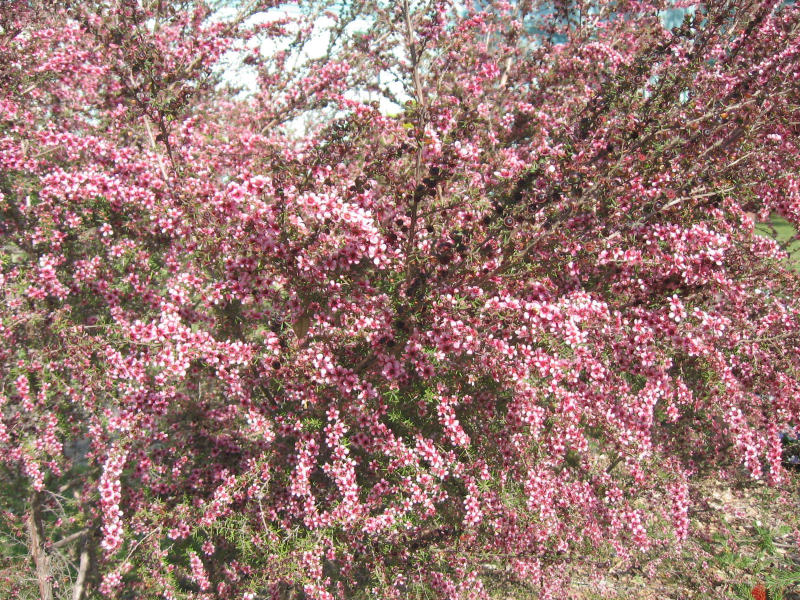
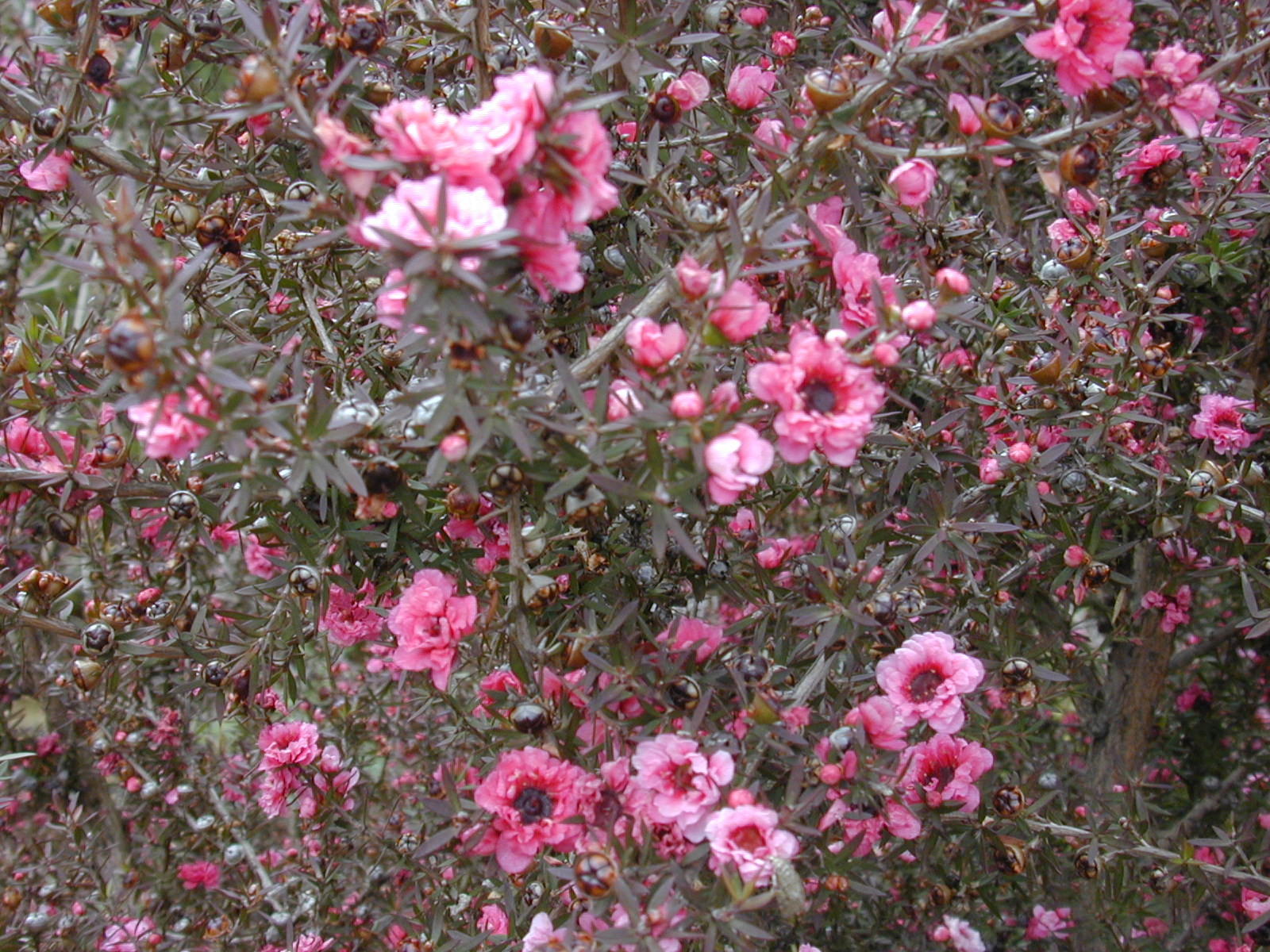
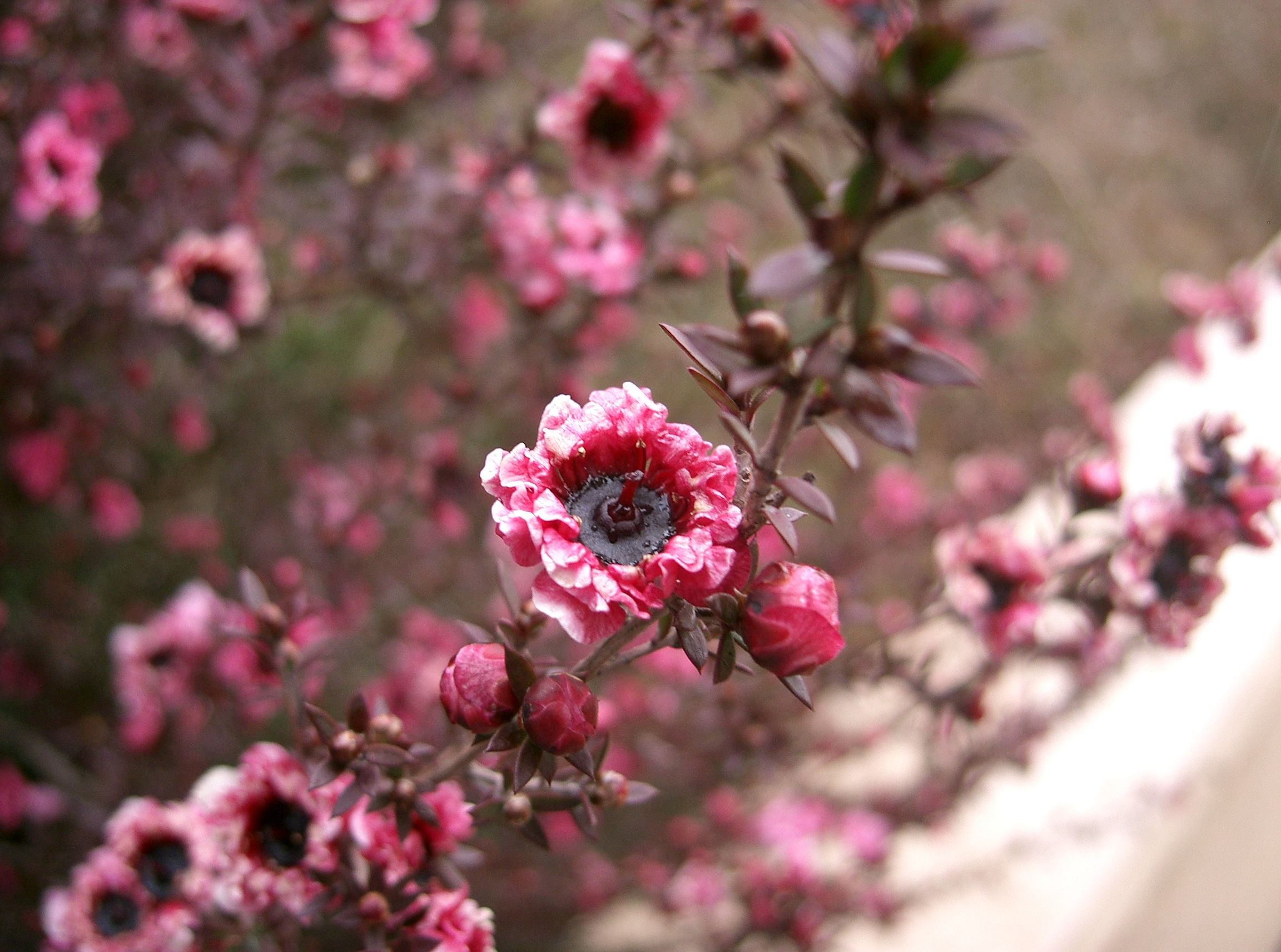

## Dottertaxa tillLeptospermum, i alfabetisk ordning[1]
- Leptospermum anfractum
- Leptospermum arachnoides
- Leptospermum argenteum
- Leptospermum barneyense
- Leptospermum benwellii
- Leptospermum blakelyi
- Leptospermum brachyandrum
- Leptospermum brevipes
- Leptospermum confertum
- Leptospermum continentale
- Leptospermum coriaceum
- Leptospermum crassifolium
- Leptospermum deanei
- Leptospermum deuense
- Leptospermum divaricatum
- Leptospermum emarginatum
- Leptospermum epacridoideum
- Leptospermum erubescens
- Leptospermum exsertum
- Leptospermum fastigiatum
- Leptospermum glabrescens
- Leptospermum glaucescens
- Leptospermum grandiflorum
- Leptospermum grandifolium
- Leptospermum gregarium
- Leptospermum incanum
- Leptospermum inelegans
- Leptospermum javanicum
- Leptospermum jingera
- Leptospermum juniperinum
- Leptospermum laevigatum
- Leptospermum lamellatum
- Leptospermum lanigerum
- Leptospermum liversidgei
- Leptospermum luehmannii
- Leptospermum macgillivrayi
- Leptospermum macrocarpum
- Leptospermum madidum
- Leptospermum maxwellii
- Leptospermum microcarpum
- Leptospermum micromyrtus
- Leptospermum minutifolium
- Leptospermum morrisonii
- Leptospermum multicaule
- Leptospermum myrsinoides
- Leptospermum myrtifolium
- Leptospermum namadgiensis
- Leptospermum neglectum
- Leptospermum nitens
- Leptospermum nitidum
- Leptospermum novae-angliae
- Leptospermum obovatum
- Leptospermum oligandrum
- Leptospermum oreophilum
- Leptospermum pallidum
- Leptospermum parviflorum
- Leptospermum parvifolium
- Leptospermum petersonii
- Leptospermum petraeum
- Leptospermum polyanthum
- Leptospermum polygalifolium
- Leptospermum purpurascens
- Leptospermum recurvum
- Leptospermum riparium
- Leptospermum roei
- Leptospermum rotundifolium
- Leptospermum rupestre
- Leptospermum rupicola
- Leptospermum scoparium
- Leptospermum sejunctum
- Leptospermum semibaccatum
- Leptospermum sericatum
- Leptospermum sericeum
- Leptospermum speciosum
- Leptospermum spectabile
- Leptospermum sphaerocarpum
- Leptospermum spinescens
- Leptospermum squarrosum
- Leptospermum subglabratum
- Leptospermum subtenue
- Leptospermum thompsonii
- Leptospermum trinervium
- Leptospermum turbinatum
- Leptospermum variabile
- Leptospermum venustum
- Leptospermum whitei
- Leptospermum wooroonooran